# Ricania sutteri
Ricania sutteri är en insektsart som beskrevs av Victor Lallemand och Synave 1953. Ricania sutteri ingår i släktet Ricania och familjen Ricaniidae. Inga underarter finns listade i Catalogue of Life.